# Галошпетреу
Галошпетреу (рум. Galoșpetreu) — село у повіті Біхор в Румунії. Входить до складу комуни Тарча.
Село розташоване на відстані 452 км на північний захід від Бухареста, 50 км на північний схід від Ораді, 130 км на північний захід від Клуж-Напоки.

## Населення
За даними перепису населення 2002 року у селі проживали 985 осіб.
Національний склад населення села:
| Національність | Кількість осіб | Відсоток |
| -------------- | -------------- | -------- |
| угорці         | 789            | 80,1%    |
| румуни         | 150            | 15,2%    |
| цигани         | 46             | 4,7%     |

Рідною мовою назвали:
| Мова      | Кількість осіб | Відсоток |
| --------- | -------------- | -------- |
| угорська  | 910            | 92,4%    |
| румунська | 75             | 7,6%     |